# Henrik Bernburg
Henrik Bernburg (født 9. april 1947) er en dansk fodboldspiller. Han spillede to kampe for det danske fodboldlandshold fra 1968 til 1970.